# Southern Promise
Southern Promise is een hopvariëteit, gebruikt voor het brouwen van bier.
Deze hopvariëteit is een “dubbeldoelhop”, bij het bierbrouwen gebruikt zowel voor zijn aromatische als zijn bittereigenschappen. Deze Zuid-Afrikaanse diploïde variëteit is het resultaat van een kruising tussen Southern Brewer en een wilde Joegoslavische mannelijke plant. Deze hopvariëteit werd gekweekt voor deze omgeving en kan groeien met minder uren daglicht dan de oorspronkelijke hopvariëteiten.

## Kenmerken
- Alfazuur: 9,5 – 11,5%
- Bètazuur: 3,6 – 5,4%
- Eigenschappen: mild, aangenaam en aromatisch